# Australia en los Juegos Olímpicos de Squaw Valley 1960
Australia estuvo representada en los Juegos Olímpicos de Squaw Valley 1960 por un total de 30 deportistas, 26 hombres y 4 mujeres, que compitieron en 6 deportes.
El portador de la bandera en la ceremonia de apertura fue el jugador de hockey sobre hielo Vic Ekberg. El equipo olímpico australiano no obtuvo ninguna medalla en estos Juegos.